# Peter Bondam

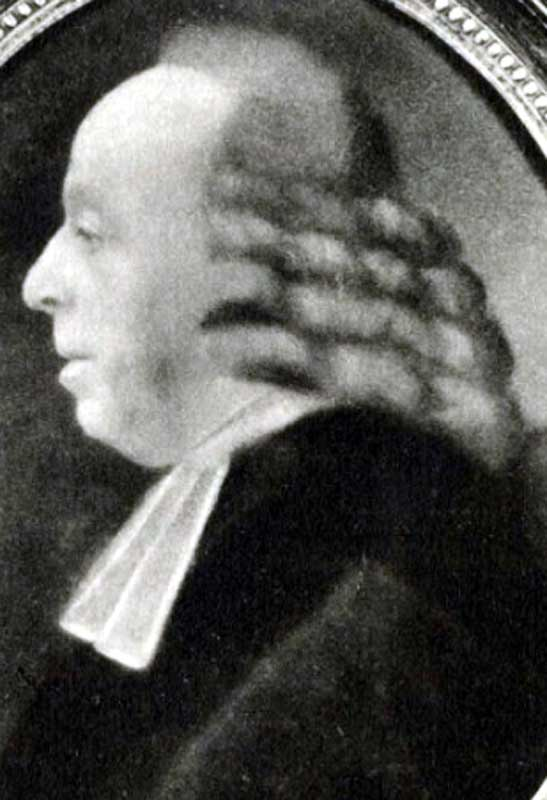
Peter Bondam

Peter Bondam (auch: Pieter oder Petrus Bondam; * 26. Dezember 1727 in Kampen; † 6. Februar 1800 in Utrecht) war ein niederländischer Historiker und Jurist.

## Leben
Der Sohn des Tuchhändlers Rutger Bondam und dessen Frau Christina Stercke (Starke) besuchte die Lateinschule seiner Geburtsstadt und das dortige Gymnasium. Am 17. Juli 1742 begann er an der Universität Franeker ein Studium der Literatur und Sprachen, hörte Vorlesungen von Lodewijk Caspar Valckenaer (1715–1785) und verteidigte eine Rede ter vereering van Cicero's welsprekendheid (frei übersetzt: die Achtung vor Ciceros Rhetorik). Er wechselte seine Studienrichtung zu den Rechtswissenschaften, wozu er die Vorlesungen von Christiaan Hendrik Trotz besuchte. Unter diesem verteidigte er am 7. Juli 1746 die Abhandlung Specimen animadversionum criticarum ad loca quaedam juris civilis depravat (Franeker 1746) und wurde daraufhin zum Doktor der Rechte promoviert.
Am 1. August 1746 begab er sich an die Universität Leiden, wo er die Vorlesungen von Tiberius Hemsterhuis besuchte, aber auch die Vorlesungen der dortigen juristischen Lehrer verfolgte. 1748 wurde er an der Lateinschule seiner Heimatstadt Konrektor und Lehrer. 1755 ging er in gleicher Funktion nach Zutphen und erhielt den Titel eines Gymnasialprofessors der Rechtswissenschaften. Hier waren aber nicht nur die Rechtswissenschaften sein Metier, sondern er hielt auch Vorträge zu den Geisteswissenschaften. 1762 wurde Bondam Rektor der Lateinschule und Bibliothekar in Zutphen.
Bondam, dessen Lebenseinstellung es war, sich von politischen und theologischen Disputen fernzuhalten, erhielt im Folgejahr – am 14. Januar 1763 – einen Ruf als Professor der Rechte an die Universität Harderwijk. Dieses Amt trat er am 14. April mit einer Rede über die griechischen Ansichten des römischen Rechts an. 1764 wurde er Rektor der Harderwijker Hochschule und 1770 wurde er zum offiziellen Geschichtsschreiber der Provinz Gelderland ernannt. Am 21. Dezember 1772 erhielt er einen Ruf als Professor des Römischen Rechts, des vaterländischen Staatsrechts, der vaterländischen Diplomatik und des Lehnrechts von den Kuratoren der Utrechter Hochschule. Diesem folgte er am 19. Mai 1773 mit der Antrittsrede de subsidiis, ad solidam juris Belgici cognitionem necessariis, vulgo tamen nimis negligi solitis. In Utrecht beteiligte er sich auch den organisatorischen Aufgaben der Hochschule und war in den Jahren 1776/77 und 1788/89 Rektor der Alma Mater. Er machte sich durch seine Quellenforschung um die niederländische Rechts- und Staatsgeschichte verdient und erfuhr dabei auch internationale Anerkennung.

## Familie
Bondam war drei Mal verheiratet. Seine erste Ehe schloss er am 16. Mai 1752 mit Rolina Meijer (1724-begr. 8. Mai 1782). Aus der Ehe stammen drei Söhne und drei Töchter, von denen ein Sohn und eine Tochter jung verstarben. Der Sohn Gerard Bondam wurde Bürgermeister von Kampen und war mit Anna Kok verheiratet. Rutger Bondam wurde Kapitän und wohnte in Kampen, er war mit Johanna Agnita Wilhelmina le Fefre de Montigny verheiratet. Christina Bondam verheiratete sich 1783 mit Jacob Botter Heurdt (* 1755; begr. 27. Januar 1786 in Harderwijk) und war in zweiter Ehe mit Willem Jan Tulleken verheiratet. Seine zweite Ehe schloss Bondam am 1. August 1784 mit Maria Christina van Noortwijck (?–26. Dezember 1796) und seine dritte Ehe am 17. September 1798 mit Sophia Susanna Arntzenius. Die beiden letzten Ehen blieben kinderlos.

## Werke
- Specimen continens animadversiones criticas ad loca Juris civilis depravata. Franeker 1746
- Oratio de linguae Graecae cognitione jure consulto necessaria. Zutphen 1755
- Variorum Lectionum Libri. II. in quibus quaedam juris Civilis plura vero aliorum scriptorum, loca vel emendantur, vel ex codicibus Manuscriptis corrigantur et supplentur. Utrecht 1759
- Oratio pro Graecis Juris Romani interpretibus. Harderwijk 1763
- Oratio de jurisprudential Belgica ad exemplum juris civilis Romani maxime excolenda. Utrecht 1778
- Oratio secularis de foedere Trajectino. Utrecht 1779 (Online)
- Verzameling van onuitgegeevene stukken: tot opheldering der Vaderlandsche Historie. Utrecht 1779–81 (5. Teile); 1779, Teil 2 (Online); 1781, Teil 4, (Online);1781, Bd. 5, (Online)
- Charterboek der Hertogen van Gelderland en Graaven van Zutphen; beginnende Met de Oudste Briven van die Landstreeken en eindigende met Afzweering van Koning Philips, als laatsten Hertog. Utrecht 1783 (Online)
- Groot charterboek der Hertogen van Gelderland en Graven van Zutphen. Utrecht 1809 (4. Abt.)